# هيو ديفيز
هيو ديفيز (بالإنجليزية: Hugh Seymour Davies)‏ هو موسيقي وملحن بريطاني، ولد في 23 أبريل 1943 في Exmouth ‏ في المملكة المتحدة، وتوفي في 2005 في لندن في المملكة المتحدة.

## وصلات خارجية
- هيو ديفيز على موقع ميوزك برينز (الإنجليزية)
- هيو ديفيز على موقع ديسكوغز (الإنجليزية)